# Netelia aethiopica
Netelia aethiopica là một loài tò vò trong họ Ichneumonidae.